# 핵벙커버스터
핵벙커버스터(Nuclear bunker buster)는 미국이 개발한 신형 핵무기이다.

## 핵선제공격
1978년 지미 카터 대통령은 비핵국가에 대한 핵무기 사용을 금지한다고 약속했다. 국제법상 한 국가의 국가원수나 외무장관 등이 담화, 연설, 서면 등으로 국제사회에 일방적인 선언을 하는 경우에도, 그 국가에 대해 유효한 국제법이 성립한 것이 되어, 정권이 바뀌어도 계속 그 국제법을 준수해야만 할 법적 의무가 발생한다. 물론, 새로운 선언으로 언제든지 폐기할 수도 있지만, 여하튼 국제법으로 인정된다.
미국은 지미 카터 대통령의 선언에도 불구하고, 재래식 무기로는 만족스러운 결과가 예상되지 않을 경우, 비핵국가에 대한 핵공격을 검토해왔다. 특히 전세계의 제공권을 사실상 장악하고 있는 미국 공군의 공습에 대비하여, 땅굴이나 지하에 숨는 적들을 재래식 무기로 공격하는데 한계가 있어서, 핵벙커버스터의 필요성이 자주 이슈화되었다.

## 부시 행정부
2003년 11월, 조지 W. 부시 대통령은 폭발력 5kt 이하 소형 핵무기의 연구 개발을 금지해 온 스프랫 퍼스 수정안(spratt-furse law)을 폐지했다. 대신 2003년도 예산에 560억원의 예산을 벙커 파괴용 핵무기 개발에 배정해줄 것을 의회에 요청했다. 북한, 이란 등 "악의 축" 국가를 공격하기 위한 것이었다.
5kt 핵폭탄은 8인치 야포에서 발사할 수 있으며, 유효 파괴범위는 5km이다. 서독군의 교리에서는, 기계화 1개 대대를 소멸시킬 수 있다고 기술했다. 그러나 후속 연구결과, 잔류방사선 등으로 오히려 공격군의 피해가 심각하다고 보아, 1972년부터 교리에서 삭제되고 훈련이 폐지되었다. 1990년에 미국과 소련이 전세계에서 5kt 핵폭탄을 철수했다.
2004년 10월, NRDC는 북서풍이 부는 가을에 5kt 핵벙커버스터로 북한 북창 공군기지를 공격했을 경우, 6,000명의 민간인 사상자가 발생할 것이라고 분석했다.

## B61-12
B61-12 핵폭탄이 100억 달러(약 10조7150억 원)의 비용으로 개발되어, F-35의 내부무장창에 탑재될 계획이다. F-35는 현재의 F-16 핵전폭기의 임무를 대체하게 된다. 기존의 B-61-3/4/710 버전이 100 m의 CEP를 갖는데 비해, B61-12는 30 m의 CEP로 향상될 것이다.
B61-12 핵벙커버스터는 터널과 같은 깊은 곳에 있는 목표물을 타격할 수 있게 하면서 부수적 피해를 줄이기 위해 폭발력을 조절할 수 있다.
미국은 2015년 3분기부터 독일 공군 뷔셀 공군 기지의 파나비어 토네이도 전폭기를 B61-12 핵폭탄으로 무장하는 계획을 추진하고 있다. 기존의 구형 B61-4 20기를 2024년까지 B61-12로 교체할 계획이다.
2015년 현재 나토 5개국은 미국과 핵무기 공유를 하여, B61 핵폭탄 240발이 배치되어 있다. 벨기에 클라이네 브로겔 공군기지 20기, 독일 뷔셀 공군 기지 20기, 네덜란드 볼켈 공군기지 20기, 이탈리아 아비아노 공군기지 50기, 게디 공군기지 40기, 터키 인시를릭 공군 기지에 90기가 배치되어 있다. 유사시에 해당 공군기지에 배치된 미국 공군 핵무장대대가 협정국가 공군 전투기에 B61 핵폭탄을 장착해준다.
B61-12 스마트 핵폭탄은 낙하산 대신 꼬리 날개를 부착해 목표를 향해 날아갈 수 있는 정확도를 높였고 레이다, GPS 등 내부 유도 시스템을 장착해 명중도를 끌어올렸다. 기존의 핵폭탄이 정밀유도 기능이 없는데 비해, B61-12는 쪽집게 정밀폭격이 가능하다.
2016년 1월 6일에 있었던 2016년 1월 조선민주주의인민공화국 핵 실험 6일 후인 1월 12일, 미국은 네바다 사막에서 한국의 F-15K와 같은 F-15E에서 최신형 전술핵무기인 B61-12 스마트 수소폭탄을 투하하는 실험을 했다. 미국이 독일 뷔셀 공군 기지에서 처럼, 한국 대구 공군기지의 F-15K에 B61-12 스마트 수소폭탄 20기를 장착할 것이라는 직접적인 언급은 없다. 그러나 미국은 냉전 수십년 동안, 서독과 한국에서 비슷한 핵무기 정책을 취해왔다.
B61-12 스마트 수소폭탄의 폭발력은 최대 TNT 50 kt이지만, 벙커버스터 능력으로 지하를 관통해 들어가 폭발할 경우, 지상시설들에 대해, 750 kt에서 1.25 Mt의 수소폭탄이 지상에서 폭발한 효과를 낸다.

## 같이 보기
- 벙커버스터
- 지진폭탄
- 핵무기 정책
- 열 압력탄
- 핵무기
- 핵무기 목록